# Pimpla ereba
Pimpla ereba är en stekelart som beskrevs av Cameron 1899. Pimpla ereba ingår i släktet Pimpla och familjen brokparasitsteklar. Inga underarter finns listade i Catalogue of Life.